# Ischyromene tuberculata
Ischyromene tuberculata är en kräftdjursart som först beskrevs av Menzies1962.  Ischyromene tuberculata ingår i släktet Ischyromene och familjen klotkräftor. Inga underarter finns listade i Catalogue of Life.